# 田上貴之
田上 貴之（たがみ たかゆき、1984年5月29日 - ）は、日本の元陸上競技選手。佐賀県武雄市出身。専門は長距離。佐賀県立白石高等学校、城西大学出身。
高校時代は高井和治、松瀬元太らと同級生で、3年時の全国高校駅伝では最終7区で区間賞の走りを見せ佐賀県勢最高の成績となる準優勝に貢献した。大学は平塚潤を監督に迎え創部3年目となる城西大学に進学。同大のエースとして箱根駅伝、全日本大学駅伝の初出場時は共にメンバー入りした。なお箱根駅伝には1年時から4年連続で出場している。2005年にはユニバーシアード大会の代表選考会である日本学生ハーフマラソンで優勝。出場したユニバーシアード・イズミル大会のハーフマラソンで銀メダルを獲得した。ほか、ひろしま男子駅伝には高校生時代の第8回大会に4区で区間5位となり準優勝に貢献。大学生時代にも2回（第10、11回大会）出場した。
卒業後は実業団の九電工に進み、その後同部のコーチに転身した。